# یوکو فوکی
یوکو فوکی (انگلیسی: Yuko Fueki؛ زادهٔ ۲۱ ژوئن ۱۹۷۹) بازیگر، بازیگر سینما، و خواننده اهل ژاپن است.